# NGC 154
NGC 154  هي مجرة إهليلجية تقع في كوكبة قيطس (كوكبة). اكتشفها العالم الفلكي فريدريك وليام هيرشل في 27 نوفمبر 1785.

## وصلات خارجية
- NGC 154 على موقع ويكي سكاي: DSS2, SDSS, GALEX, IRAS, Hydrogen α, X-Ray, Astrophoto, Sky Map, Articles and images